# 박준원 (성우)
박준원(1994년 5월 29일 ~ )은 대한민국의 성우로, 2020년 대원방송 성우극회 공채 11기로 입사했다. 

## 출연 작품

### 애니메이션
2021년
- 반요 야샤히메 1기 - 도철, 하치, 늪아귀, 2대 호센키, 시노비
- 반요 야샤히메 2기 - 하치에몽, 북쪽 퇴시차들의 수장, 천우충, 쿠즈, 만월너구리, 무장 외 각종 단역들과 요괴들
- 마루코는 아홉살 - 보보, 호야 아빠
- 블랙 클로버 - 단테 조그라티스
- 신 도라에몽 16기 19화 ~ 26화 - 만퉁퉁[14]
- 원피스 - 시걸 건즈 노즈돈, 타로, 후즈 후, 고키, 가신 반사부로, 선글라스 가신, 우시마루, 고리시로 외 각종 단역
- 오소마츠 6쌍둥이 3기 - 스케로쿠
- 작은 아씨들 - 로렌스 할아버지, 목사, 랜스, 헨리
- 작은 아씨들 - 조의 아이들 - 프리드리히 베어 교수, 댄 킨, 로렌스 할아버지
- 호빵맨 - 감자할아범
- 꼭두각시 서커스 - 나카마치 시노부, 메리 고 라운드 오르센, 사이가 젠지, 팀바바티, 파울만, 케니스, 겜블러 존슨, 브롬 브롬 로, 나카야마
- 나의 히어로 아카데미아 5기 ~ 6기 - 리 디스트로, 뚱보, 별의 종[15] 외 각종 단역
- 닥터 스톤 STONE WARS
- 트로피컬 루즈! 프리큐어 - 조련사 외 각종 단역
- 유희왕 SEVENS 2기 - 갤리언 외 각종 단역

2022년
- 디지몬 어드벤처: - 아나운서, 정열, 골레몬, 메피스몬, 왕개굴몬, 볼트몬, 모털몬, 우드몬
- 쾌걸 근육맨 2세(재더빙) - 물개맨, 렉스 킹, 기린맨, 더 닌자, 얼큰맨, 투구맨
- 게게게의 키타로 6기 - 챠라토미, 베개뒤집기, 무명, 백베어드, 만년죽, 접시동자
- 유희왕 SEVENS 3기 - 갤리언, 하유란, 이장수 외 각종 단역
- 원피스(대원방송) - 봉크 펀치
- 블리치 천년혈전 편 - 사도 야스토라[16], 마스크 드 마스큘린
- 일곱 바다의 티코(재더빙) - 제임스 맥킨타이어. 메탈 클로우
- 로미오의 푸른 하늘(재더빙) - 안토니오 루이니, 마우리치오 마르티니, 조반니, 베포, 경찰서장
- 시골소녀 폴리아나 - 팬들턴

2023년
- 원피스(대원방송) - 시모츠키 우시마루, 영감
- 스파이 패밀리(애니플러스) - 캐비 캠벨
- 그녀가 공작저로 가야 했던 사정 - 에리틸 후작
- 블리치 천년혈전 편 : 결별담 - 사도 야스토라, 마스크 드 마스큘린
- 게게게의 키타로 6기 파트 2 - 맘모스
- 체인소 맨 - 후시
- 스파이디, 그리고 놀라운 친구들(디즈니+) - 씽

2024년
- 귀환자의 마법은 특별해야 합니다 - 저스틴
- 건담 빌드 메타버스 - 제프
- 도주중 그레이트 미션 - 모리스 슈메이커
- 스파이 패밀리 Season 2 - 매튜 맥마혼, 프랭클린 퍼킨
- 언데드 언럭 - 크리드 데커드
- 나 혼자만 레벨업 - 박범식
- 드래곤볼(애니박스) - 소라마메 타로, 천진반, 피아노
- 괴수 8호 - 히비노 카프카 / 괴수 8호
- 윈브레 -WINBRE- - 에노모토 타케시

### 극장판 애니메이션
- 기둥전사 건담 SEED FREEDOM - 알렉세이 코노에
- 그대들은 어떻게 살 것인가 - 늙은 펠리컨
- 도라에몽 극장판 시리즈
- 극장판 도라에몽: 진구의 신 공룡 - 질[17]
- 극장판 도라에몽: 진구의 우주소전쟁 2021 - 길모어 장군
- 세계명작극장 극장판 시리즈
- 극장판 소공녀 세라 - 카마이클
- 극장판 안녕 앤 - 버트 토마스
- 극장판 엄마찾아 삼만리 - 록키, 호르헤
- 극장판 키다리 아저씨 - 조지
- 극장판 톰 소여의 모험 - 조
- 극장판 플랜더스의 개 - 코제트, 철물상
- 리틀 엘렌: 외계인과 안테나 대소동 - 월트, 땅주인 목소리
- 모아나 2
- 아야와 마녀 - 프레드
- 인사이드 아웃 2 - 당황, 라일리 아빠의 버럭, 깊이 숨겨둔 비밀, 데이브

### 게임
- 유희왕 듀얼링크스
- 짱구는 못말려! 나와 박사의 여름 방학 ~끝나지 않는 7일간의 여행~ - 사악한 박사

### 특촬물
- 가면라이더 시리즈
- 가면라이더 제로원 - 전경인, 시저멘즈 / 네오히 마기어, 김정수, 심수정, 유정광, 유경수, 강경환의 아버지, 백현성의 아버지, 주신택의 아버지, 내레이션 2 외 각종 단역
- 가면라이더 세이버 - 주오스 / 주오스 메기도 / 주오스 프레데터, 이시홍 / 가면라이더 듀랜달, 예티 메기도, 진철웅의 조부
- 극장판 가면라이더: 세이버X젠카이저 슈퍼히어로 전기 - 이시홍 / 가면라이더 듀랜달, 황보원 / 가면라이더 구 1호
- 아머드 사우루스 - 그리머, 카이저, 유리 이바노비치 볼코프
- 슈퍼전대 시리즈
- 파워레인저 젠카이저 - 흐트러터라, 복싱 월드 / 거대 복싱 월드, 바캉스 월드 / 거대 바캉스 월드, 학교 월드 / 거대 학교 월드, 추석 월드 / 거대 추석 월드, 탁자 난로 월드 / 거대 탁자 난로 월드, 박쥐 월드 / 거대 박쥐 월드, 기어달링거, 신랑
- 파워레인저 돈브라더즈 - 박동민 / 시소츠귀, 마태구 / 경찰귀 / 경찰킹 / 고양이 수인, 박일남 / 특명귀, 돈 퍼플 샤크, 달걀 장수(38화)
- 파워레인저 붐붐포스 - 모바이레츠
- 도겐져스 - 메이드 집사, 다이다이 론, 스팅, 구진웅

### 오디오북
- 구해줬더니 집착남이 되어 나타났다 - 윌라
- 결혼은 당신 형과 - 윌라
- 스토리텔링 버스 - 윌라
- 건방진 비서 - 윌라

### 오디오 드라마
- 용이 비를 내리는 나라 (야해) - 사하라
- 피그말리온 (야해) - 포이세돈 외
- 야화첩 (야해) - 무명 외
- 스톡홀:룸 증후군 (케이크필름) - 김영권 외

### 노래
- 마루코는 아홉살 여는곡 - 춤추는 폼포코링(Feat. 이은조) 듣기
- 쾌걸 근육맨 2세(재더빙) 닫는곡 - 사랑의 머슬 듣기

### 영상툰
- 휴먼버그대학교 - 사타케 히로후미, 쿠레바야시 지로, 와나카 소이치로, 노다 하지메, 스나가 히사야, 아모우 케이지, 카제타니 등

### 기타
- 수상한 이웃집 플러스 - 안토스(공룡의 아버지)